# جيرمين وليامز
جيرمين وليامز (بالإنجليزية: Jermaine Williams)‏ هو ممثل أمريكي، ولد في 31 ديسمبر 1982.

## وصلات خارجية
- جيرمين وليامز على موقع IMDb (الإنجليزية)
- جيرمين وليامز على موقع قاعدة بيانات الفيلم (الإنجليزية)